# Emperador
Emperador (noto anche come Lugar nuevo del Emperador o La Venta del Emperador) è un comune spagnolo di 687 abitanti situato nella Comunità Valenciana. È il comune più piccolo della Spagna per superficie nonché il più densamente popolato; è un'enclave all'interno del comune di Museros.